# Echinocereus polyacanthus
Echinocereus polyacanthus  es una especie de planta fanerógama de la familia Cactaceae. Es endémica de Sinaloa y Sonora,  en México y  Arizona y Nuevo México, en Estados Unidos. Es una especie inusual en las colecciones.

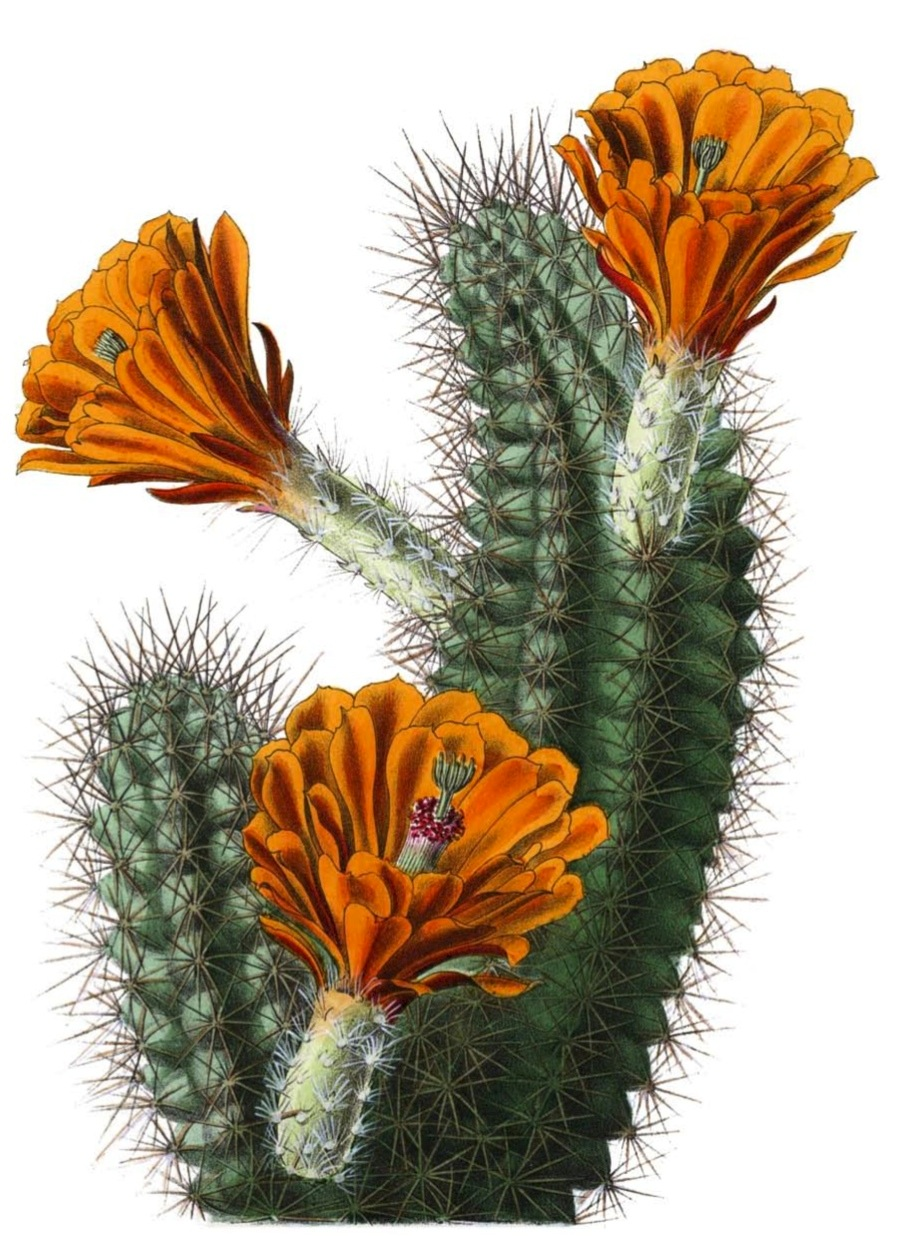
Ilustración

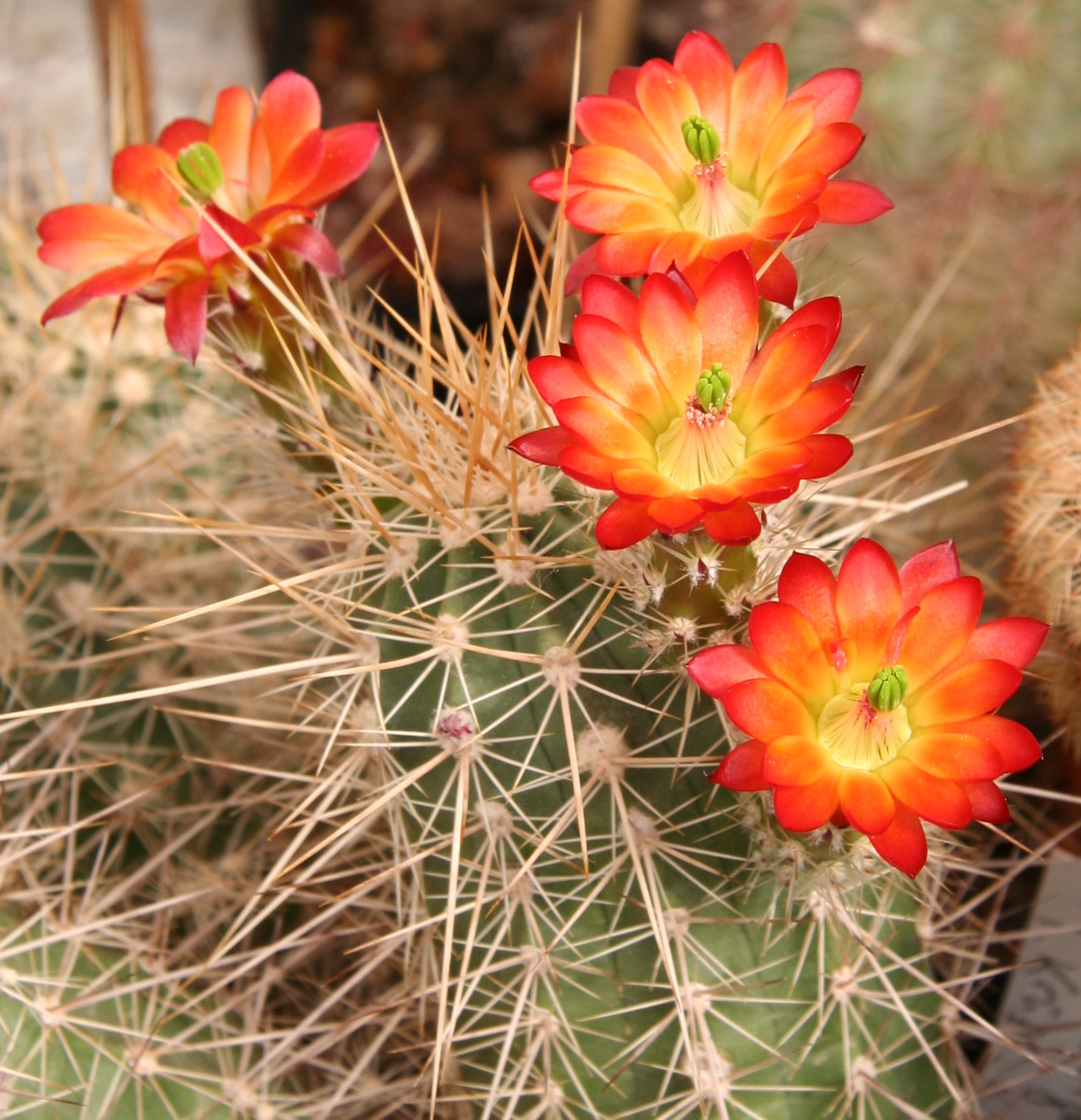
Flores

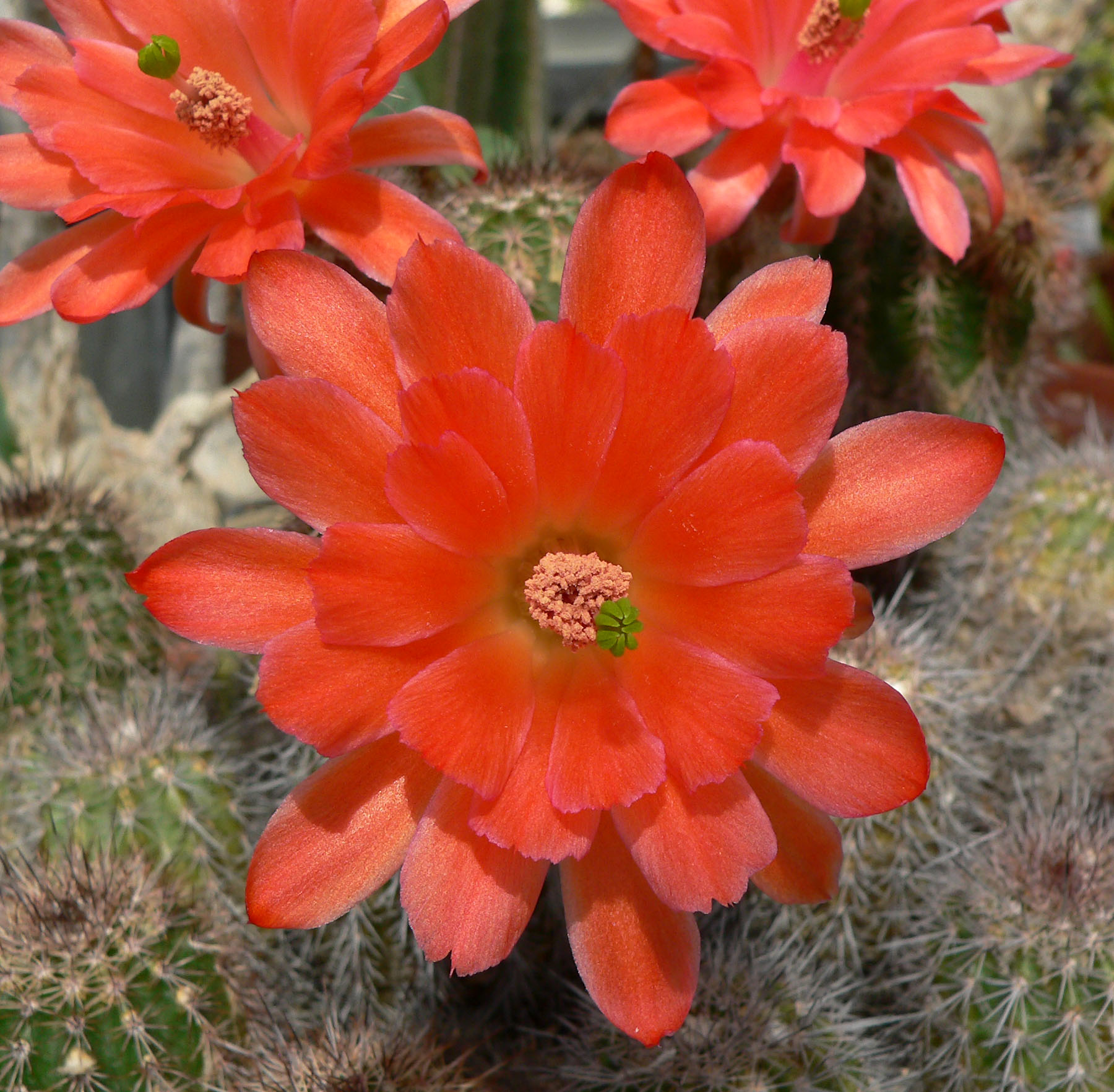
Detalle de la flor

## Descripción
Echinocereus polyacanthus crece individualmentea y, a menudo, formando grupos o cojínes que consta de hasta 400 unidades. El tallo verde brillante a verde oscuro es cónica cilíndrica hacia tanto en su base como en la punta. Miden de 10 a 30 cm de largo y tienen diámetros desde 2 hasta 7,5 centímetros. Tiene de 9 a 13 costillas lisas o claramente pronunciadas. Las areolas con entre una a siete espinas centrales de color marrón o amarillo-marrón espesas en su base. Tiene una longitud de hasta 5 cm, pero es muy variable en longitud. Las 6 a 14 espinas radiales son de color blanquecino, a menudo  solapadas y miden hasta 2 cm de largo. Las flores son tubulares en forma de embudo, de color rosa brillante ligeramente anaranjado a rojo intenso y tiene una garganta amarilla o blanquecina. Aparecen en las cercanías de las puntas de los brotes, y miden de 3 a 14 centímetros de largo y alcanzan un diámetro de 2 a 8 centímetros. Los frutos son verdes en forma de huevo y contienen una carne blanca.

## Taxonomía
Echinocereus polyacanthus fue descrita por George Engelmann y publicado en Memoir of a Tour to Northern Mexico: connected with Col. Doniphan's Expedition in 1846 and 1847 104. 1848.
Etimología
Echinocereus: nombre genérico que deriva del griego antiguo: ἐχῖνος (equinos), que significa "erizo", y del latín cereus que significa "vela, cirio", donde se refiere a sus tallos columnares erizados.
polyacanthus: epíteto latino que significa "con muchas espinas"
Variedades aceptadas:
- Echinocereus polyacanthus var. densus (Regel) N.P.Taylor
- Echinocereus polyacanthus var. huitcholensis (F.A.C.Weber) N.P.Taylor
- Echinocereus polyacanthus var. pacificus (Engelm.) N.P.Taylor

Sinonimia
- Echinopsis valida
- Cereus leeanus
- Echinocereus leeanus
- Cereus acifer
- Echinocereus acifer
- Cereus phoeniceus
- Echinocereus pacificus
- Echinocereus durangensis
- Cereus huitcholensis
- Echinocereus huitcholensis
- Echinocereus matthesianus
- Echinocereus marksianus
- Echinocereus mombergerianus
- Echinocereus santaritensis[4][5]